# Siphunculina matilei
Siphunculina matilei är en tvåvingeart som beskrevs av Nartshuk 2001. Siphunculina matilei ingår i släktet Siphunculina och familjen fritflugor. Inga underarter finns listade i Catalogue of Life.